# 서울과학기술대학교
서울과학기술대학교(서울科學技術大學校, Seoul National University of Science and Technology)는 대한민국의 서울특별시에 소재한 4년제 국립종합대학교로, 대한제국 시대였던 1910년 4월 15일에 공립어의동실업보습학교로 첫 개교하였다.
서울과학기술대학교는 1909년 대한제국 순종황제의 실업학교령(칙령 제56호)이 반포되어 1910년 4월 15일 종로구 어의동(현 효제동)에서 조선시대 인조와 효종의 잠저였던 어의궁이 있던 터를 기반으로 하여 설립 및 개교한 공립어의동실업보습학교를 모체로 한다. 1931년 경성공립직업학교로 변경되었다. 1944년,공업교육 강화를 위해 경기공립공업학교로 개편, 1953년 5월 경기공업고등학교, 1963년 3월 5년제 국립고등교육기관 경기공업고등전문학교로 승격되었다. 1979년 경기공업전문대학교로 승격되었고, 경성제국대학 이공학부와 서울대 공대가 사용했던 공릉동 캠퍼스로 이전했다. 평생교육의 필요성이 대두됨에 따라 1983년 경기공업개방대학으로 체제가 변경되었고, 산업대학으로 지위가 변화한 1988년 서울산업대학으로 전환하였고, 1993년 종합대학으로 승격하며 서울산업대학교로 교명을 변경 하였다.

## 역사

### 설립
1909년 대한제국 순종황제의 실업학교령(칙령 제56호)이 반포되어 1910년 4월 15일 종로구 어의동(현 효제동)에서 조선시대 인조와 효종의 잠저였던 어의궁이 있던 터를 기반으로 하여 설립 및 개교한 공립어의동실업보습학교를 모체로 한다. 1931년 2월, '경성공립직업학교' 아현동(구 경기공립사범학교 자리) 현 아현중 교지로 이전. 1944년, 경기공립공업학교로 개편.

### 해방과 일반대학 체제 이전
경기공업고등학교(1953~1963), 경기공업고등전문학교(1963~1974), 경기공업전문학교(1974~1979), 경기공업전문대학(1979~1982), 경기공업개방대학(1983~1987)의 이름으로 이어져왔다.
이 중 경기공업고등전문학교로의 개편은 당시 박정희 정부의 경제개발계획에 따른 공업 기술인력의 수요에 대응하기 위한 목적으로 이루어졌다. 이러한 개편은 당시 영국, 프랑스, 일본에서 이미 실시되었던 고등전문학교 체제를 실험적으로 도입하는 차원에서 이루어졌다. 중등교육과 고등교육의 중간 형태의 고등전문학교로의 개편이었으며, 따라서 대학 체제로 발전하는 교두보가 되었다.
1968년 3월 30일 대통령령 제3411호 의거, 5년제 '국립 경기공업고등전문학교'로 교명이 변경되었다.
1970년을 기점으로 기존 5년제 경기공업고등전문학교를 폐지, 2년제 경기공업전문학교의 신설이 승인되었다. 이에 따라 1970년부터 1974년은 두 학제가 중복되는 과도기적 이원화 체제로 운영되었다. 한편, 경기공업전문학교로의 개편은 고등학교 졸업 이상의 동등한 학력을 입학 요건으로 정하였기 때문에 이때부터 고등교육기관의 기점이라고 할 수 있다.
당시 4년제 대학의 공업기술교육을 2년제로 단축하여 실시하는 것을 목적으로 운영되었던 전문학교 체제는 8년 간의 운영 결과 그 성과를 인정받아 1978년 공업교육 선도대학으로 지정된 것에 이어, 1979년 경기공업전문대학으로 승격하여 개편되었다.
1979년 경성제국대학 이공학부-서울대학교 공대였던 현 캠퍼스로 이전하였다. 이로써 인 서울 3번째 규모 광대한 평지자연녹지 공원형 캠퍼스를 확보하게 되었다.
군사쿠데타정권의 포퓰리즘과 고등교육 수요가 증가하여, 1983년 사회활동과 학사학위취득이 병행 가능한 4년제 대학, 경기공업개방대학교 체제로 전환, 현 캠퍼스로 경기공업전문대학 이전을 주도했던 혜성(혜성관) 홍순철 초대학장이다.
1988년 3월, 서울산업대학으로 교명을 변경하였다. 이후 1992년 말 현재의 6학부 체제(제 1공학부, 제 2공학부, 제 3공학부, 제 4공학부, 조형학부, 인문사회학부)의 틀이 완성되었다. 또한 1991년 학장 직선제 선출을 통하여 당시 윤대병 자연학과 교수가 제4대 학장이 되었다.
1993년 3월 1일 서울산업대학은 서울산업대학교로 교명을 변경하였다. 이때의 변화는 단치 교명의 변경 외 기존 학장 체제에서 총장 체제로의 전환이 이루어졌으며, 이에 총장 체제의 첫 총장은 서울법대를 졸업하고 동력자원부 장관(現 산업통상자원부 장관)을 역임하였던 최동규 당시 한국수자원공사 이사장을 선출하였다. 제5대 총장인 최동규 총장 이래 제10대 남궁근 당시 서울산업대학교 행정학과 교수의 총장 임용 이전까지 외부인 총장 시대를 이어왔다.
이후 2000년 철도기술대학원(현 철도전문대학원) 개원, 2001년 주택대학원 개원, 2002년 IT디자인대학원 개원, 2003년 IT정책전문대학원 개원, 2008년 NID 융합기술대학원 개원을 하였다.

### 일반대학 체제로서의 현재
2010년, 현재의 교명인 서울과학기술대학교로 교명을 변경하였으며, 2012년 3월 고등교육법 산업대학폐지특례조항에 근거하여 일반대학 체제로 전환하여 개교하였다. 이러한 논의는 2008년 당시 고등교육법 개정안에 기재된 것과 같이 산업대학 체제의 성과에도 불구하고 교육환경과 시대의 변화에도 불구하고 일반대학과의 차별화 약화, 산업대학 지원 기피, 재학생 사기 저하, 고등교육 재정사업 지원 소외 등 교육 정책의 문제를 해결하기 위하여 논의가 활발해졌다.
현재의 교명은 2005년 1차 개정 시도 당시에도 최종 변경 후보로 오른 바 있었다. 이후 2009년 2차 교명 변경 시도 당시 교내 구성원 투표 1순위였던 "한국대학교"로의 명칭 변경 신청을 여러 대학이 경합(고려대 반대)하던 상황을 고려한 교육부의 유보 의견이 있었던 상황 속에서, 개교 100주년과 일반대학 전환, 교명 변경의 시점을 일치시키기 위하여 기존 2순위였던 "서울과학기술대학교"가 최종 확정되었다. 이에 2010년 국무회의 의결을 거쳐 국립대학교 설치령 개정을 통하여 서울과학기술대학교의 교명이 확정되었다. 또한 그로부터 1여년 뒤 2011년 8월 29일 교육과학기술부(현 교육부)로부터 일반대학 전환 통보를 받아, 2012년 3월 1일부터 일반대학 체제를 시작하게 되었다.
2012년 다빈치관(B1~8F)을 새로 준공하였으며, 2014년 무궁관(B1~10F)을 준공하였다. 2015년 운동장을 400m 육상트랙 및 축구경기장 1면, 풋살경기장 1면, 관중석 등 종합스타디움이 완공되었다.
2016년 고시생 30명 수용가능한 인재원 및 고창학사를 준공되었다.
2017년 1000여명 수용가능한 수림학사(남)/누리학사(여) 기숙사 2개동이 준공되어, 기숙사 수용률 30% 인서울 최고수준이다.
2018년 테크노큐브동(B1~12F)이 준공되었다. 2020년 창조융합연구동(B1~8F ; MIT 미디어랩 벤치마킹) 준공하였다.
2016년 교육부 평생교육단과대학 사업에 선정됨에 따라 평생교육단과대학(현 미래융합대학)을 설치하였으며, 2017년 융합교육의 일환으로 메이커스 칼리지를 신설하였다.

## 교정

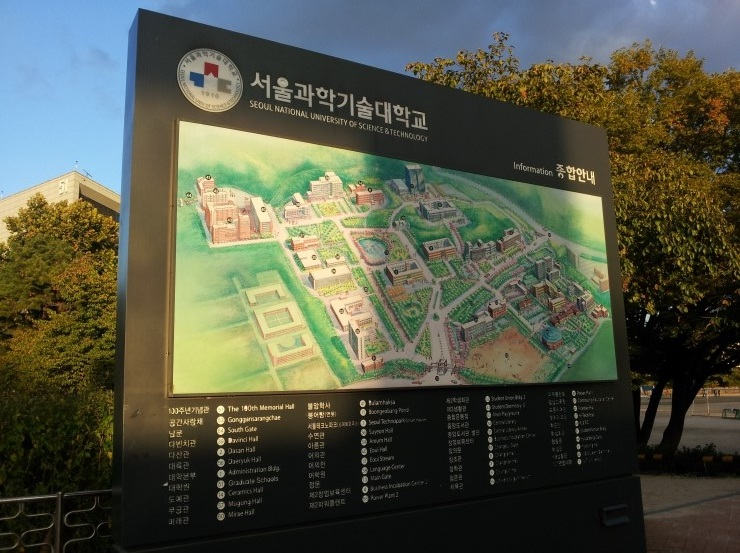
서울과학기술대학교 안내지도

서울과학기술대학교는 서울특별시 노원구 공릉로 232에 위치하고 있다. 캠퍼스 넓이는 549,338m2(164,074평)이다. 드라마 치즈인더트랩이 촬영된 캠퍼스 중앙에 지하 1층, 지상 3층 규모의 다산관과 창학관이 있다. 지하 통로로 연결된  암수 쌍둥이 건축물이다. 다산관과 창학관은 일제강점기에 경성제국대학 이공학부 본관이었고, 해방 후에는 서울대학교 공과대학으로 2002년 문화재청 등록문화재 제12호로 지정되었다. 대륙관은 경성제국대학 광산학과가 썼던 교사였고 2008년 2월 28일 문화재청 등록문화재 제369호로 지정되었다.

## 상징

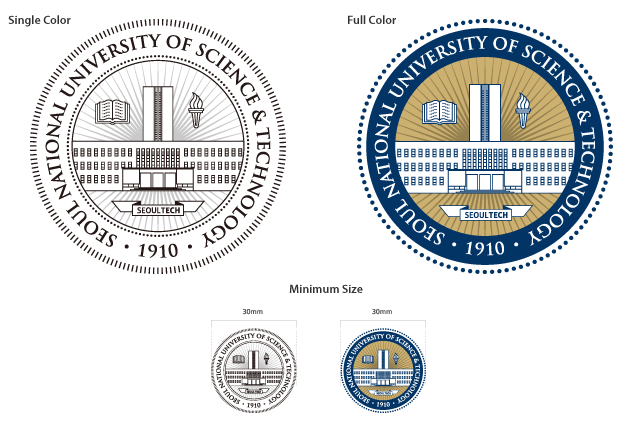
서울과학기술대학교 UnivSeal

2014년 3월, 대학 홍보실에서 제1차 상징물제정위원회를 개최하여 상징물을 결정했다. 대학상징물 제정을 위해 2013년 4월 교원 및 교직원 대상 1차설문에 이어, 2013년 6월 학부 및 대학원 재학생 12,807명이 참여한 2차 설문을 실시했다. 대표건물, 교목, 상징동물에 대해 1차 설문결과로는 다산관, 소나무, 봉황이 가장 많은 응답을 보였으며, 전체 재학생 대비 91%의 응답률을 기록한 학부 및 대학원 재학생 대상 2차 설문에서는 다산관, 플라타너스, 해태가 최다득표를 차지했다.
이어서 홍보실장, 기획처장을 비롯하여 각 단과대학별 대표, 동문대표, 학생대표, 그리고 외부위원 등 총 14명으로 상징물제정위원회를 발족하여 2013년 8월부터 2014년 2월까지 6개월에 걸쳐 대표건물, 교목, 상징동물에 대한 타당성을 검증했다.
이 과정에서 대표건물로 다산관이 결정되었고, 상징동물은 흑룡을 선정하였다. 일반대 전환 2012년은 흑룡의 해이다. 100년넘은 이무기가 흑룡으로 승천하였다. 교목은 소나무가 선정되었다. University Seal은 대학교의 공식명칭과 설립년도, 교훈 등을 포함하는 엠블렘형 로고로 최고 학문기관으로서의 위상이 필요한 홍보물과 보증성‧정통성이 필요한 졸업증서 및 학위기, 교기, 공식기록문서 등에 사용된다.

## 대학 시설

### 중앙도서관
서울과학기술대학교 도서관은 1906년 4월 공립어의동공업전습소(연구소) 개교와 함께 업무를 시작하여 60만 6천여권의 장서와 10,410여종의 e-book, 360종의 국내,외 연속간행물, 23,235여 점의 시청각자료, 해외전자정보 중 전자저널 35종, 국내외 웹 DB 28종 등을 보유하고 있다. 2004년 말에 왼공한 중앙도서관은 연면적 9,281m2(2,807평)의 지상 3층 건물로 지상 1층 도서관에는 사무실과 보존서고, 정보전산원이 위치하고 있으며, 2층에는 동양서자료실, 3층에는 멀티미디어실, 그룹스터디실, 참고 및 정기간행물실이 있다.

### 산학협력단
산학협력단은 산학연구 협력 활성화를 통한 대학의 경쟁력 확대를 목적으로 조직되었으며 2014년 기준으로 창업보육센터와 산학협력선도대학사업단(LINC)을 운영 중이다. 2014년부터 서울특별시 성북구에 위치한 한국과학기술연구원(KIST)과 연계하여 학부생 3~4학년을 대상으로 인턴십을 시행하고 있으며, 2016년에는 KIST와 학연협정을 체결하였다. 대규모 산학협력연구동이 2017년 12월에 완공되었다.

### 미술관
미술관은 2013.05.01에 개관하였으며 다빈치관 224호에 위치해 있다. 미술관 종합계획 수립 및 전시개최, 학생 창작활동 전시 지원 및 교내 우수작품 전시 운영, 미술작품 및 소장품 보존·관리, 국내외 타 기관 등과 교류행사 개최, 전시장 대관 등을 맡고 있다.

### 기숙사
서울과학기술대학교 기숙사(생활관)는 불암학사, KB학사, 성림학사와 2016년 완공된 SeoulTech 인재원(행정고시 및 국립외교원, 변리사, 공인회계사 및 세무사 등), 그리고 2018년 완공된 제4기숙사인 수림학사(남학생동)와 누리학사(여학생동)가 있다. 고시 및 전문자격시험을 준비하는 학생을 위한 SeoulTech 인재원을 제외하고 학부생 일반이 사용하는 기숙사는 불암학사, KB학사, 성림학사, 수림학사 그리고 누리학사의 5곳이다. 이 외 대학원생이 사용하는 양명학사가 있다.
한편, 2018년부터 논의되었던 한국토지주택공사 대학협력형 행복주택 후보지 선정사업에 참여하였다. 2019년 2월 공릉동 학생-주민공청회 등을 거쳐, 2019년 9월 19일자로 한국전력 공릉동 연수원(이른바 '한전연수원')에 인접한 대학 부지에 150호, 220명의 대학생이 이용가능한 LH 행복주택 건설이 확정되었다.

### 테크노큐브 (Techno Cube)

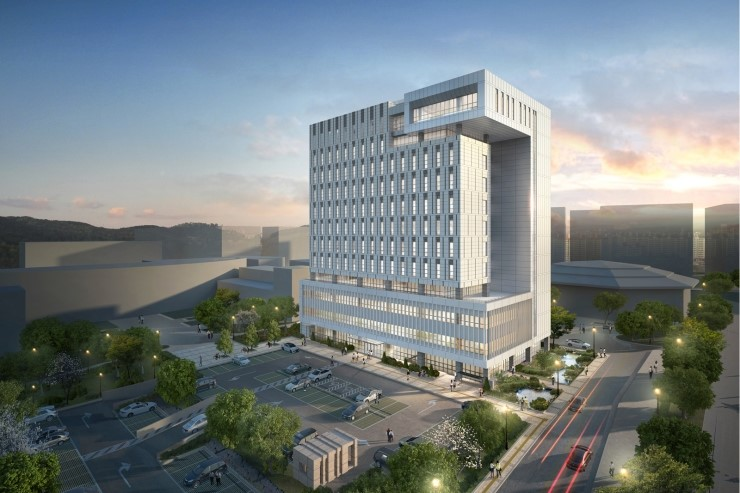
서울과학기술대학교 산학협력연구동

2017년 12월에 완공한 산학협력연구동은 지하 1층, 지상 12층, 연면적 1만5500m2 규모로 총 사업비 260억원이 투입되었다. 1~2층은 교직원 식당, 서점 등의 각종 편의시설과 산학협력단 행정실, 3~4층에는 교육세미나실과 캡스톤디자인 LAB실, 5~6층, 8층에는 교내외 연구센터, 7층, 9~11층에는 대학기업 공동연구실, 12층에는 컨벤션센터와 다목적 회의실이 들어선다. 서울과기대는 그동안 수도권 유일의 FAB(반도체제조공정)을 보유한 대학으로 꼽히는 등 앞선 교육 시설을 확보하고 있었다. 산학협력연구동을 통해 기술력을 가진 기업에서부터 포스트닥터(Post Doctor, 박사 후 과정) 등 연구자가 상주할 공간을 마련해 우수 연구인력 확보, 연구의 대형화를 실현하겠다는 목표이다.

### 상상관

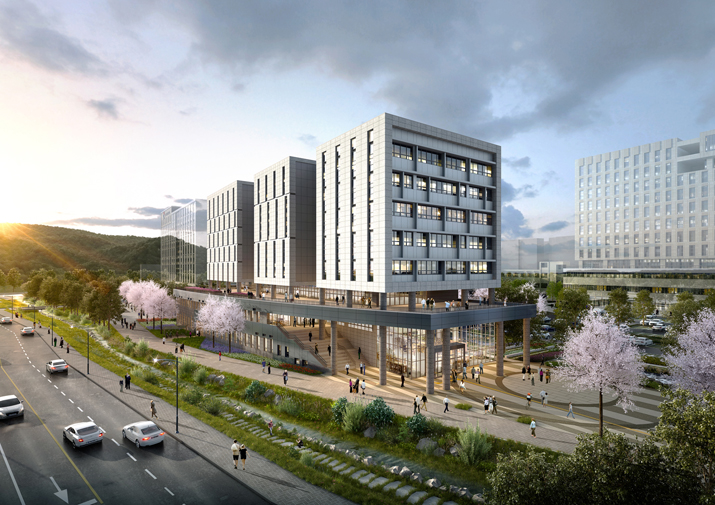
서울과학기술대학교 창조융합연구동

2020년 연내 완공을 목표로 착공한 창조융합연구동은 미국 매사추세츠 공과대학교(MIT)의 미디어랩(Media Lab)을 모델로 하여 지하 1층, 지상 8층, 연면적 18,000m2 규모로 총사업비 318억원이 투입되어 지어진다. 이곳에는 창조융합 연구 클러스터, 연구개발 통합 클러스터, 건축 및 공간연구 클러스터, 인문융합 클러스터 및 행정지원시설이 들어서게 된다. 창조융합연구동 신축은 서울과기대가 공학과 디자인 분야에 강점을 가진 대학 특성을 활용하여 세계적 수준의 융합연구원을 유치하고 창의적 융합인재를 양성함으로써 혁신적 융합기술 연구개발의 중심대학으로 도약하고자 추진해 왔다.

## 사진

서울과학기술대학교 교내 주요건물
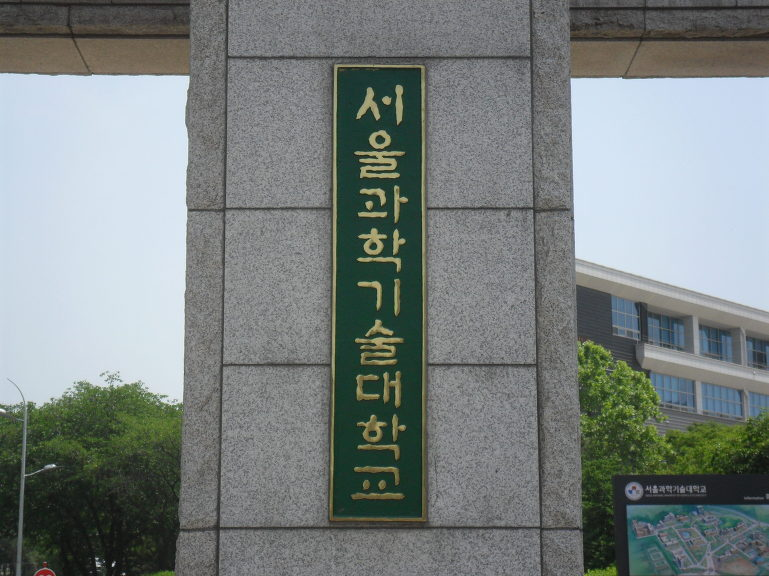
정문현판
대학본부
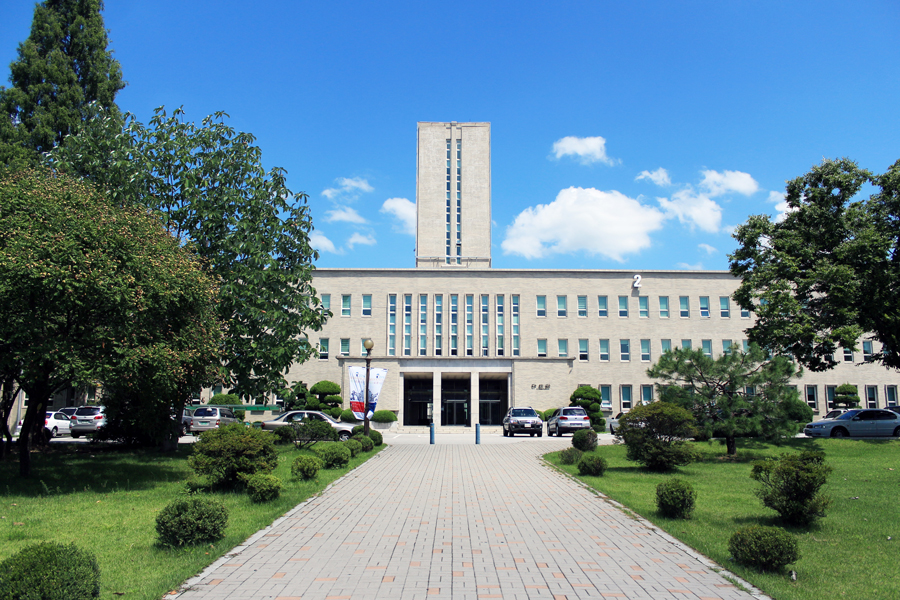
다산관
다산관 경성제대 표지석
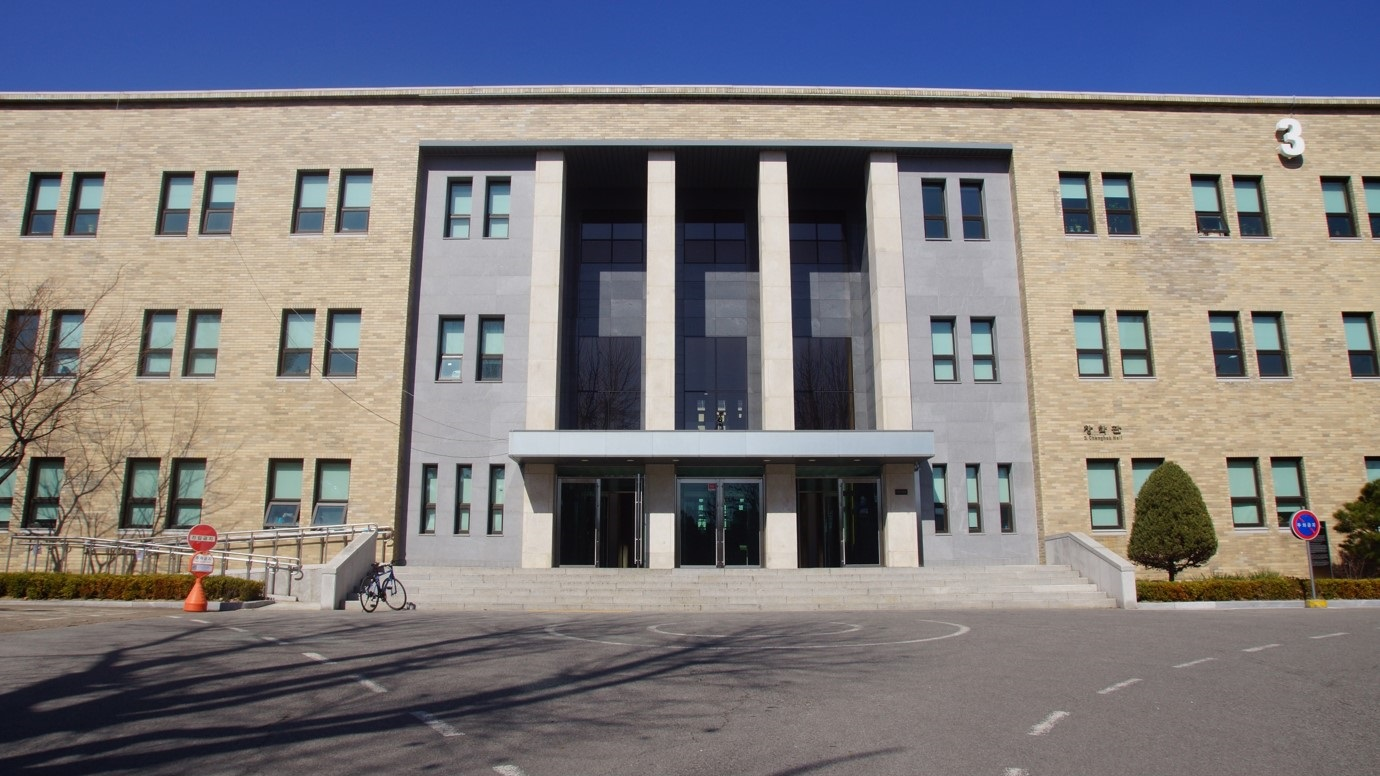
창학관
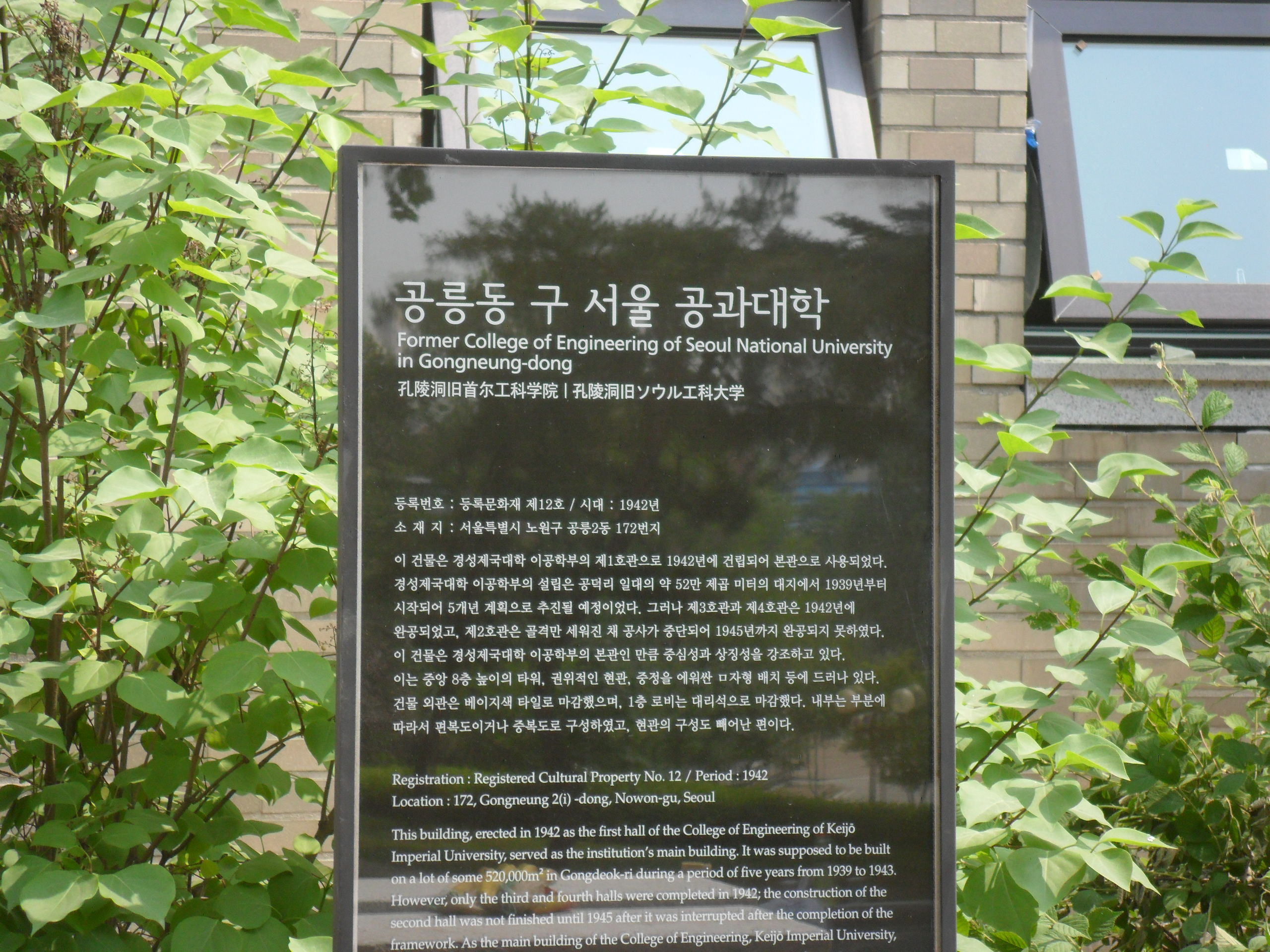
창학관 등록문화재 현판
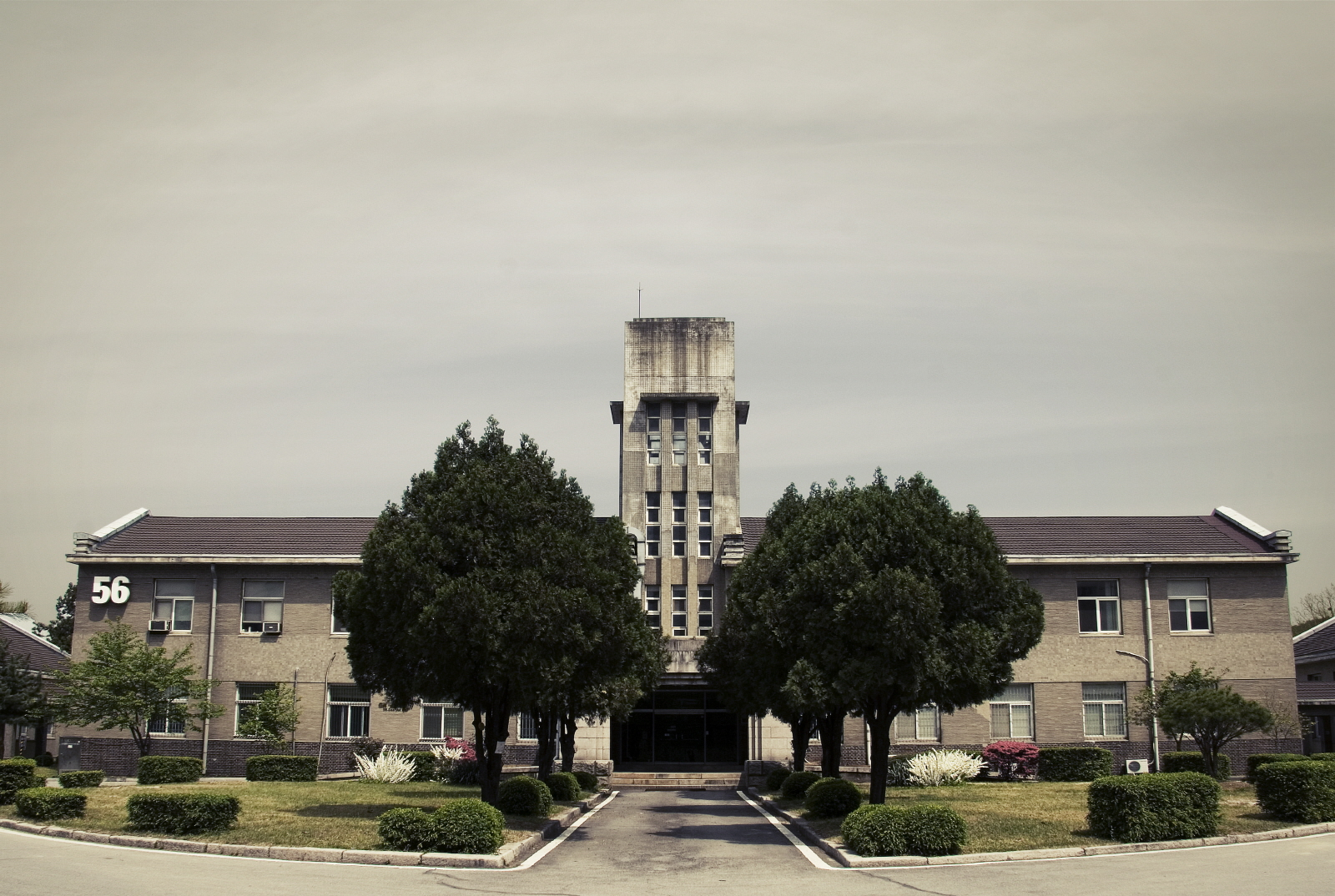
대륙관
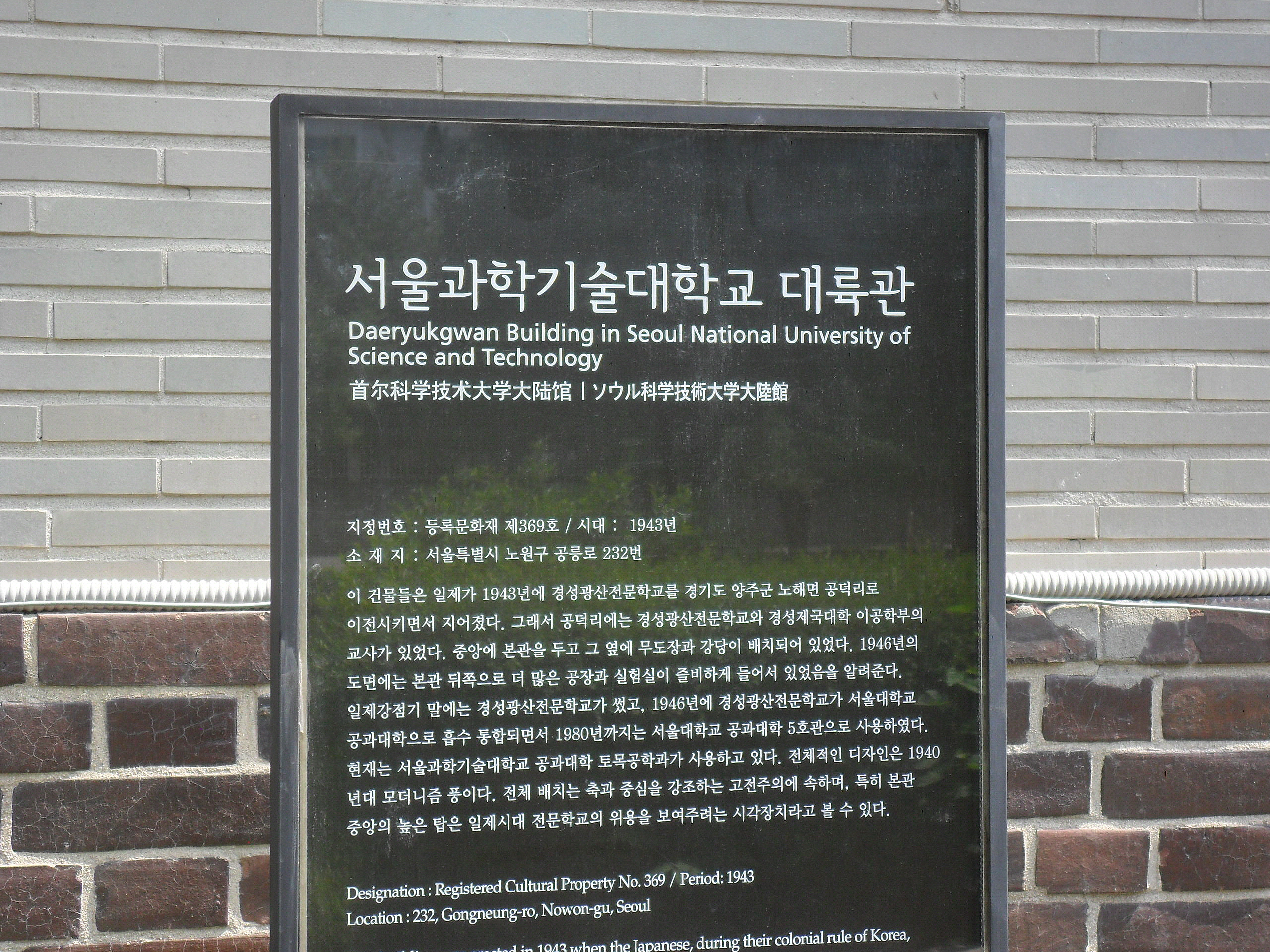
대륙관 등록문화재 현판
제2창업보육센터
청운관
서울테크노파크 연구본부
서울테크노파크 FAB
파워플랜트
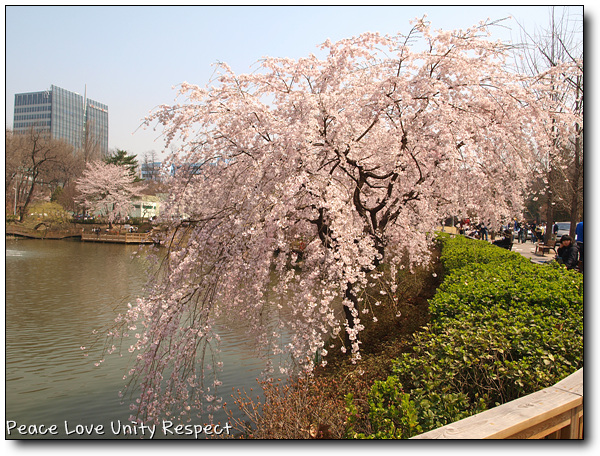
붕어방
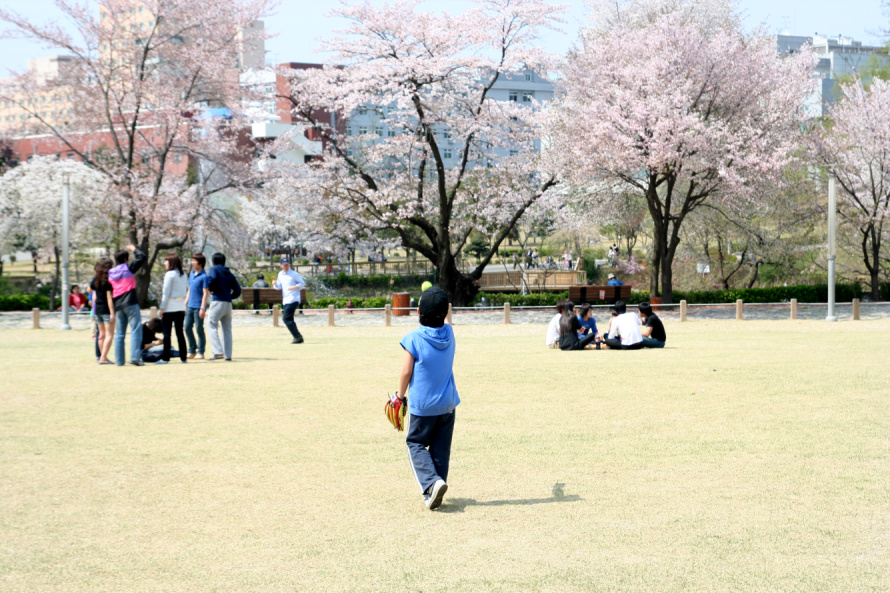
종합운동장
중앙도서관
제1학생회관
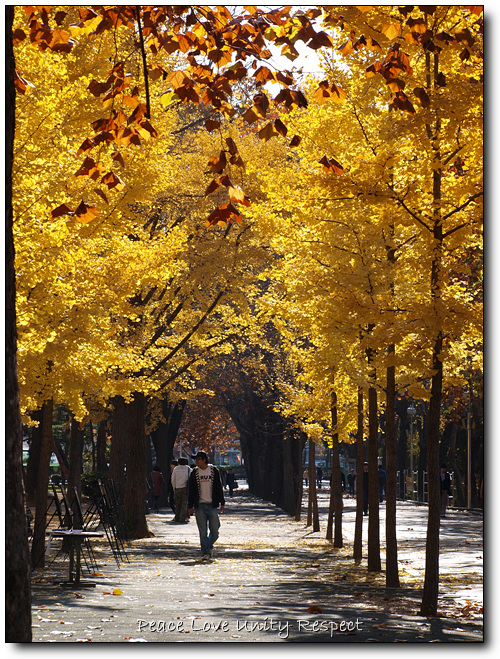
향학로
어학원
재개관 이전의 다빈치관
어의관
제2학생회관
아름관
체육관
미래관
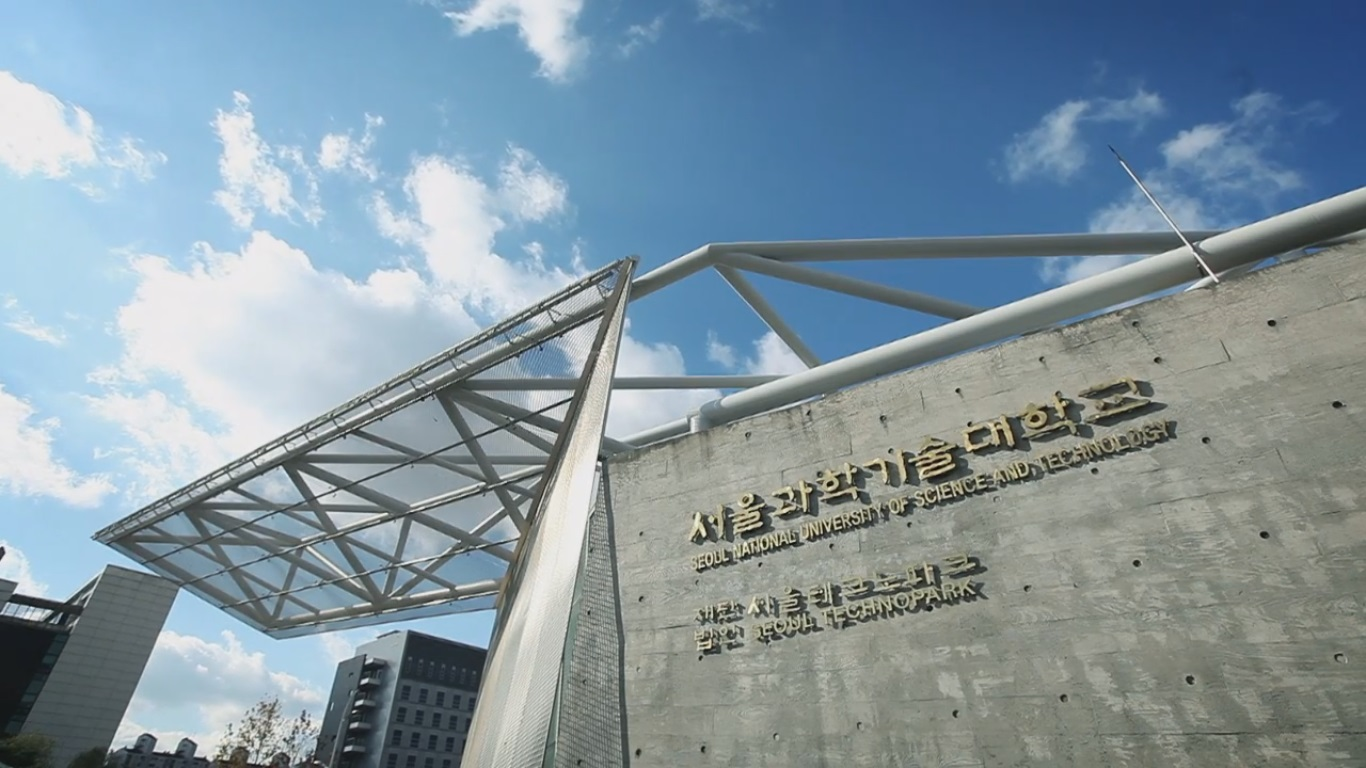
창의문

## 같이 보기
- 대한민국의 국립 대학 목록
- 대한민국의 대학 목록
- 대한민국의 교육